# Crofton (Maryland)
Crofton es un lugar designado por el censo (en inglés, census-designated place, CDP) situado en el condado de Anne Arundel, Maryland, Estados Unidos. Según el censo de 2020, tiene una población de 29 641 habitantes.
Fue fundado en 1964 como una comunidad planificada destinada a ser un enclave exclusivamente de raza caucásica. Hoy un número importante de afroamericanos y de otras minorías raciales viven allí libremente.

## Geografía
La localidad está ubicada en las coordenadas 39°0′52″N 76°40′48″O / 39.01444, -76.68000. Según la Oficina del Censo, tiene una superficie de 17.12 km², correspondientes en su totalidad a tierra firme.

## Demografía

### Censo de 2020
Según el censo de 2020, la localidad tiene una población de 29 641 habitantes. La densidad de población es de 1731.37 hab./km². El 66.13% de los habitantes son blancos, el 15.15% son afroamericanos, el 0.22% son amerindios, el 6.81% son asiáticos, el 0.07% son isleños del Pacífico, el 2.23% son de otras razas y el 9.38% son de una mezcla de razas. Del total de la población, el 7.34% son hispanos o latinos de cualquier raza.

### Evolución demográfica
Según el censo de los Estados Unidos, este es el registro del número de habitantes por década en Crofton:
- 1970: 4478
- 1980: 12 009
- 1990: 12 781
- 2000: 20 091
- 2010: 27 348
- 2020: 29 641